# Ciprian Marica
Ciprian Andrei Marica, mais conhecido como Ciprian Marica (Bucareste, 2 de outubro de 1985), é um ex-futebolista romeno que atuava como atacante.